# Krešimir Franić
Krešimir Franić (ur. 20 sierpnia 1992) – chorwacki zapaśnik walczący w stylu klasycznym. Brązowy medalista mistrzostw śródziemnomorskich w 2014 roku.